# Partula affinis
Partula affinis é uma espécie de gastrópodes da família Partulidae.
É endémica da Polinésia Francesa. Está em perigo crítico na natureza como resultado da introdução da espécie predadora Euglandina rosea.